# Stromboli (hudební skupina)
Stromboli je česká hudební skupina hrající fúzi různých stylů – jazzrock, space rock, novou vlnu, v její hudbě lze vystopovat i prvky heavy metalu či black metalu (např. skladba Carmen).

## Historie
Její počátky sahají do jara 1985, kdy vznikla jako původně příležitostná kapela pro živý koncert tria Michala Pavlíčka na festivalu Jazz Praha ve složení kytarista Michal Pavlíček, baskytarista Vladimír Guma Kulhánek a bubeník Klaudius Kryšpín.
V únoru 1986 skupina dostala název Stromboli (inspirováno Pavlíčkovým zážitkem, kdy viděl erupci stejnojmenné sopky) a přibyly dvě členky: vokalistka Bára Basiková (která přišla z Precedensu) a klávesistka Vendula Kašpárková, Gumu Kulhánka průběžně střídal jako stálý host Jiří Veselý. Příležitostným hostem se stal rovněž Vilém Čok.
V roce 1987 vyšlo v Pantonu dvojalbum Michal Pavlíček - Stromboli, shrnující de facto veškerou Pavlíčkovu tvorbu v letech 1985-86. Sedm skladeb jsou záznamy živých vystoupení, zbylých devět pak studiové nahrávky. Na albu se objevili i Michael Kocáb (zpěv), Iva Bittová (housle) a oba Pavlíčkovi synové Jan a Michal mladší (zpěv). Čtyři skladby měly za text básně Christiana Morgensterna v překladu Josefa Hiršala, po dvou dalších textech pak přispěli Zuzana Michnová, Josef Novotný[kdo?] a Vilém Čok.
V roce 1987 Michal Pavlíček s Bárou Basikovou a Stromboli nahráli soundtrack (texty Michal Horáček) k dětskému filmu Nefňukej, veverko! Věry Šimkové-Plívové. O rok později bylo natočeno pokračování Veverka a kouzelná mušle opět s hudbou Michala Pavlíčka.
O dva roky později vyšlo u Pantonu další album – Shutdown – tentokrát nazpívané v angličtině. Dva singly (Around the Fires / Okolo ohňů a Sandonorico) vyšly i v češtině. Veškerou hudbu opět složil Michal Pavlíček, texty jsou dílem Martina Němce, Michaela Žantovského, Michala Horáčka a Ondřeje Hejmy. Mezi hosty se objevili např. kontrabasista Miroslav Vitouš, klávesista Zdeněk Zdeněk, ve sborech Marcela Březinová či Lešek Semelka, jako speaker v jedné skladbě i Michal Horáček. Ve dvou písních vystřídali Klaudia Kryšpína a Vendulu Kašpárkovou bubeník Jan Seidl a klávesista Roman Dragoun.
U příležitosti 30. výročí vzniku kapely vystoupila Stromboli 4. prosince 2014 v původní sestavě na velkém vzpomínkovém koncertě v pražské O2 areně, kde bylo pokřtěno i nové album Fiat Lux (Budiž Světlo), které složil Michal Pavlíček a otextoval Vlastimil Třešňák a Petr Kolečko.
Koncertní turné v původním složení odehrála kapela v roce 2019 v ČR (kromě Prahy) i na Slovensku. Šňůra plánovaná na rok 2020 byla z důvodu koronavirové pandemie přesunuta na rok 2021.

## Diskografie

### Stromboli (1987)
| CD1    | CD1                | CD1   |
| Pořadí | Název              | Délka |
| ------ | ------------------ | ----- |
| 1.     | Aladin             | 5:56  |
| 2.     | Bez názvu          | 8:42  |
| 3.     | Rychloběžka        | 7:27  |
| 4.     | Stromboli          | 6:16  |
| 5.     | Já ti dávám, dávám | 5:40  |
| 6.     | Třesky, blesky     | 4:56  |
| 7.     | Bezejmenná         | 5:13  |

| CD2    | CD2                              | CD2   |
| Pořadí | Název                            | Délka |
| ------ | -------------------------------- | ----- |
| 1.     | Carmen                           | 5:42  |
| 2.     | Villa Ada                        | 5:57  |
| 3.     | Veliké lalulá                    | 3:13  |
| 4.     | Košilela                         | 4:50  |
| 5.     | Houpací židle na opuštěné terase | 2:22  |
| 6.     | Ivanhoe                          | 5:14  |
| 7.     | Na koni                          | 3:42  |
| 8.     | Kvůli ní                         | 5:10  |
| 9.     | Ó hory, ó hory                   | 6:42  |

### Shutdown (1989)
| Pořadí | Název                                   | Délka |
| ------ | --------------------------------------- | ----- |
| 1.     | Abacus (Počítadlo)                      | 5:30  |
| 2.     | Labyrinth (Labyrint)                    | 4:58  |
| 3.     | Scanners (Duchové)                      | 3:29  |
| 4.     | Around The Fires (Okolo ohňů)           | 4:38  |
| 5.     | Why (Proč)                              | 4:50  |
| 6.     | Sandonorico (Sandonoriko)               | 6:08  |
| 7.     | Back In The Castle (Zpátky v tom zámku) | 4:16  |
| 8.     | Shutdown (Vypnout)                      | 3:56  |
| 9.     | Picturesque Bells (Pitoreskní zvony)    | 6:58  |

### Stromboli Shutdown & Stromboli In Quartet (2001)
| CD1 Stromboli Shutdown (Reedice) | CD1 Stromboli Shutdown (Reedice) | CD1 Stromboli Shutdown (Reedice) |
| Pořadí                           | Název                            | Délka                            |
| -------------------------------- | -------------------------------- | -------------------------------- |
| 1.                               | Abacus                           | 5:23                             |
| 2.                               | Labyrinth                        | 4:53                             |
| 3.                               | Scanners                         | 3:21                             |
| 4.                               | Around The Fires                 | 4:19                             |
| 5.                               | Why                              | 4:35                             |
| 6.                               | Sandonorico                      | 6:03                             |
| 7.                               | Back In The Castle               | 4:11                             |
| 8.                               | Shutdown                         | 3:46                             |
| 9.                               | Picturesque Bells                | 6:58                             |
| 10.                              | Sandonoriko (bonus)              | 6:02                             |
| 11.                              | Okolo ohňů (bonus)               | 4:18                             |

| CD2 Stromboli In Quartet | CD2 Stromboli In Quartet                                              | CD2 Stromboli In Quartet |
| Pořadí                   | Název                                                                 | Délka                    |
| ------------------------ | --------------------------------------------------------------------- | ------------------------ |
| 1.                       | Veliké lalulá (pro smyčcové kvarteto upravil Petr Wajsar)             | 4:23                     |
| 2.                       | Labyrint (pro smyčcové kvarteto upravil Petr Wajsar)                  | 5:19                     |
| 3.                       | Scanners (pro smyčcové kvarteto upravila Michaela Poláková)           | 3:11                     |
| 4.                       | Villa Ada (pro smyčcové kvarteto upravil Petr Wajsar)                 | 4:15                     |
| 5.                       | Osiřela košilela (pro smyčcové kvarteto upravila Michaela Poláková)   | 5:06                     |
| 6.                       | Back in the Castle (pro smyčcové kvarteto upravila Michaela Poláková) | 3:48                     |
| 7.                       | Aladin (pro smyčcové kvarteto upravil Petr Wajsar)                    | 3:43                     |
| 8.                       | Okolo ohňů (pro smyčcové kvarteto upravil Michal Pavlíček)            | 4:48                     |
| 9.                       | Why (pro smyčcové kvarteto upravila Michaela Poláková)                | 4:08                     |
| 10.                      | Stromboli (pro smyčcové kvarteto upravil Michal Pavlíček)             | 5:35                     |

### Fiat Lux (2014)
| Pořadí | Název                     | Délka |
| ------ | ------------------------- | ----- |
| 1.     | Tetování                  |       |
| 2.     | Fiat Lux!                 |       |
| 3.     | Katova pomocnice          |       |
| 4.     | Pomož, svatá Namátko      |       |
| 5.     | Tesáky                    |       |
| 6.     | Devastace srdeční krajiny |       |
| 7.     | Štěk                      |       |
| 8.     | Být nocí či nebýt dnem    |       |
| 9.     | Já bloudím ráda           |       |
| 10.    | Post scriptum             |       |